# Aninoasa
Aninoasa – miasto w zachodniej Rumunii (Siedmiogród, okręg Hunedoara). Liczy 5147 mieszkańców (dane na rok 2002). Merem miasta jest Ilie Botgros, członek Partii Socjaldemokratycznej.